# Volleyball Casalmaggiore 2014-2015
Questa voce raccoglie le informazioni riguardanti il Volleyball Casalmaggiore nelle competizioni ufficiali della stagione 2014-2015.

## Stagione

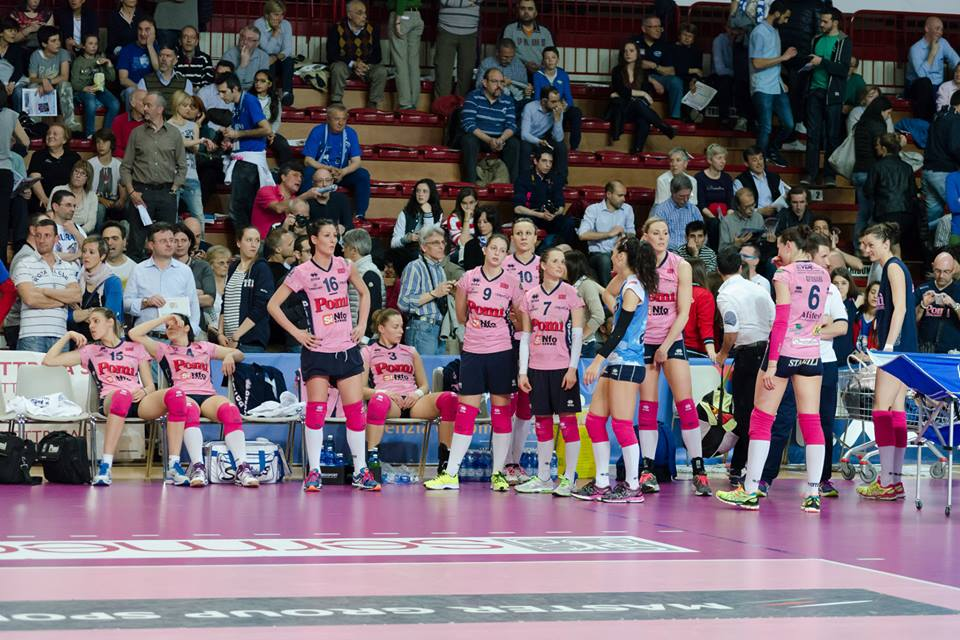
La squadra nel pre-partita

La stagione 2014-15 è per il Volleyball Casalmaggiore, sponsorizzato dalla Pomì, la seconda consecutiva in Serie A1; viene cambiato l'allenatore, la cui scelta cade su Davide Mazzanti, così come una buona parte della rosa: tra le conferme quelle Alessia Gennari, Beatrice Agrifoglio, Immacolata Sirressi, Jovana Stevanović e Valentina Zago, poi ceduta a metà stagione, tra i nuovi acquisti quelli di Valentina Tirozzi, Katarzyna Skorupa, Serena Ortolani, Marika Bianchini e Lauren Gibbemeyer, e tra le cessioni quelle di Taismary Agüero, Lucia Bacchi, Letizia Camera, Tina Lipicer e Rossella Olivotto.
Il campionato si apre con la sconfitta tra le mura amiche operata dall'AGIL Volley, a cui fanno seguito però cinque vittorie consecutive prima di capitolare contro l'Imoco Volley: nelle ultime quattro giornate del girone di andata il club di Casalmaggiore perde solo una partita, attestandosi al terzo posto in classifica e qualificandosi per la Coppa Italia. Anche il girone di ritorno si apre con una sconfitta, sempre contro la squadra di Novara, ma poi nel prosieguo della regular season perderà solo altre due volte, ossia alla diciassettesima giornata contro la Futura Volley Busto Arsizio e alla ventunesima giornata contro il River Volley: il successo nell'ultima giornata sulla LJ Volley consente alle lombarde di scavalcare proprio le emiliane per il secondo posto in classifica. Nei play-off scudetto superano in due gare nei quarti di finale il Promoball Volleyball Flero, mentre nelle semifinali, dopo aver perso le prime due gare contro l'Imoco Volley riescono a ribaltare la situazione, vincendo le tre successive; nella serie finale la sfida è contro l'AGIL Volley: entrambe le squadre vincono le due partite disputate in casa, ma in gara 5, a Novara, il Volleyball Casalmaggiore vince per 3-1, vincendo il suo primo scudetto.
Il terzo posto al termine del girone di andata della Serie A1 2014-15 consente la partecipazione al Volleyball Casalmaggiore alla Coppa Italia: tuttavia la squadra è subito eliminata già nei quarti di finale a seguito della sconfitta sia nella gara di andata sia in quella di ritorno per mano della Futura Volley Busto Arsizio.

## Organigramma societario
Area direttiva
- Presidente: Massimo Boselli
- Segreteria generale: Doriana Attolini, Raffaella Storti
- Consigliere: Luciano Toscani

Area organizzativa
- Direttore generale: Giovanni Ghini
- Tutor team: Giuseppe Pini
- Team manager: Brenda Buoli

Area tecnica
- Allenatore: Davide Mazzanti
- Allenatore in seconda: Giorgio Bolzoni
- Scout man: Antonio Orlandi
- Assistente allenatore: Daniele Santarelli

Area comunicazione
- Ufficio stampa: Mauro Vigna

Area sanitaria
- Medico: Claudio Toscani
- Preparatore atletico: Riccardo Ton
- Fisioterapista: Cristian Carubelli

## Rosa
| N° | Nome                 | Ruolo | Data di nascita   | Nazionalità sportiva |
| -- | -------------------- | ----- | ----------------- | -------------------- |
| 1  | Serena Ortolani      | S/O   | 7 gennaio 1987    | Italia               |
| 3  | Katarzyna Skorupa    | P     | 16 settembre 1984 | Polonia              |
| 4  | Marika Bianchini     | S/O   | 23 aprile 1993    | Italia               |
| 5  | Immacolata Sirressi  | L     | 19 maggio 1990    | Italia               |
| 6  | Alessia Gennari      | S     | 3 novembre 1991   | Italia               |
| 7  | Geraldina Quiligotti | L     | 16 ottobre 1994   | Italia               |
| 8  | Lauren Gibbemeyer    | C     | 8 settembre 1988  | Stati Uniti          |
| 9  | Beatrice Agrifoglio  | P     | 1º gennaio 1994   | Italia               |
| 10 | Vera Klimovič        | C     | 29 aprile 1988    | Bielorussia          |
| 13 | Valentina Zago       | S/O   | 21 febbraio 1990  | Italia               |
| 15 | Jovana Stevanović    | C     | 30 giugno 1992    | Serbia               |
| 16 | Valentina Tirozzi    | S     | 26 marzo 1986     | Italia               |

## Mercato
| Acquisti | Acquisti          | Acquisti       | Acquisti   |
| R.       | Nome              | da             | Modalità   |
| -------- | ----------------- | -------------- | ---------- |
| S/O      | Marika Bianchini  | Busto Arsizio  | definitivo |
| C        | Lauren Gibbemeyer | Imoco          | definitivo |
| C        | Vera Klimovič     | Lokomotiv Baku | definitivo |
| S/O      | Serena Ortolani   | Busto Arsizio  | definitivo |
| P        | Katarzyna Skorupa | Rabitə Baku    | definitivo |
| S        | Valentina Tirozzi | Imoco          | definitivo |

| Cessioni | Cessioni           | Cessioni         | Cessioni   |
| R.       | Nome               | a                | Modalità   |
| -------- | ------------------ | ---------------- | ---------- |
| S/O      | Taismary Agüero    | Forlì            | definitivo |
| C        | Florencia Aguirre  | Sporting Cristal | definitivo |
| S        | Lucia Bacchi       | Neruda           | definitivo |
| P        | Letizia Camera     | Busto Arsizio    | definitivo |
| S        | Giuliana Grazietti | Todi             | definitivo |
| S        | Tina Lipicer       | Savino Del Bene  | definitivo |
| C        | Rossella Olivotto  | Flero            | definitivo |
| S/O      | Valentina Zago     | Le Cannet        | definitivo |

## Risultati

### Serie A1

#### Girone di andata
| 1ª giornata - 2 novembre 2014 PalaFarina, Viadana   | Casalmaggiore       | 1 - 3 | AGIL            | 25-19, 21-25, 25-27, 23-25        |
| 2ª giornata - 9 novembre 2014 PalaNorda, Bergamo    | Bergamo             | 2 - 3 | Casalmaggiore   | 25-27, 25-19, 25-19, 14-25, 10-15 |
| 3ª giornata - 16 novembre 2014 PalaFarina, Viadana  | Casalmaggiore       | 3 - 0 | Flero           | 25-21, 25-17, 25-17               |
| 4ª giornata - 19 novembre 2014 PalaFarina, Viadana  | Casalmaggiore       | 3 - 0 | San Casciano    | 25-16, 25-23, 25-18               |
| 5ª giornata - 22 novembre 2014 PalaRomiti, Forlì    | Forlì               | 0 - 3 | Casalmaggiore   | 24-26, 14-25, 22-25               |
| 6ª giornata - 30 novembre 2014 PalaFarina, Viadana  | Casalmaggiore       | 3 - 1 | Busto Arsizio   | 22-25, 25-22, 25-22, 25-20        |
| 7ª giornata - 3 dicembre 2014 PalaVerde, Villorba   | Imoco               | 3 - 0 | Casalmaggiore   | 25-17, 25-23, 31-29               |
| 8ª giornata - 7 dicembre 2014 PalaMondolce, Urbino  | Robur Tiboni Urbino | 0 - 3 | Casalmaggiore   | 9-25, 22-25, 17-25                |
| 9ª giornata - 13 dicembre 2014 PalaFarina, Viadana  | Casalmaggiore       | 3 - 1 | Savino Del Bene | 25-22, 25-18, 25-27, 25-18        |
| 10ª giornata - 21 dicembre 2014 PalaBanca, Piacenza | River               | 3 - 1 | Casalmaggiore   | 27-25, 25-16, 13-25, 25-23        |
| 11ª giornata - 26 dicembre 2014 PalaFarina, Viadana | Casalmaggiore       | 3 - 1 | LJ              | 20-25, 25-21, 25-22, 25-22        |

#### Girone di ritorno
| 12ª giornata - 4 gennaio 2015 PalaTerdoppio, Novara            | AGIL            | 3 - 0 | Casalmaggiore       | 25-14, 27-25, 25-9                |
| 13ª giornata - 11 gennaio 2015 PalaFarina, Viadana             | Casalmaggiore   | 3 - 1 | Bergamo             | 25-21, 20-25, 25-18, 25-23        |
| 14ª giornata - 18 gennaio 2015 PalaGeorge, Montichiari         | Flero           | 0 - 3 | Casalmaggiore       | 20-25, 23-25, 16-25               |
| 15ª giornata - 26 gennaio 2015 Nelson Mandela Forum, Firenze   | San Casciano    | 2 - 3 | Casalmaggiore       | 25-19, 25-13, 23-25, 20-25, 5-15  |
| 16ª giornata - 8 febbraio 2015 PalaGeorge, Montichiari         | Casalmaggiore   | 3 - 1 | Forlì               | 16-25, 25-22, 25-13, 25-16        |
| 17ª giornata - 14 febbraio 2015 PalaYamamay, Busto Arsizio     | Busto Arsizio   | 3 - 2 | Casalmaggiore       | 25-19, 20-25, 26-24, 22-25, 15-13 |
| 18ª giornata - 22 febbraio 2015 PalaRadi, Cremona              | Casalmaggiore   | 3 - 1 | Imoco               | 25-18, 25-22, 23-25, 25-23        |
| 19ª giornata - 8 marzo 2015 PalaRadi, Cremona                  | Casalmaggiore   | 3 - 0 | Robur Tiboni Urbino | 25-17, 25-8, 25-16                |
| 20ª giornata - 15 marzo 2015 Palazzetto dello Sport, Scandicci | Savino Del Bene | 1 - 3 | Casalmaggiore       | 14-25, 27-25, 18-25, 22-25        |
| 21ª giornata - 21 marzo 2015 PalaRadi, Cremona                 | Casalmaggiore   | 1 - 3 | River               | 21-25, 25-23, 15-25, 19-25        |
| 22ª giornata - 29 marzo 2015 PalaPanini, Modena                | LJ              | 2 - 3 | Casalmaggiore       | 25-27, 20-25, 25-13, 25-20, 8-15  |

#### Play-off scudetto
| Quarti di finale (gara 1) - 6 aprile 2015 PalaRadi, Cremona        | Casalmaggiore | 3 - 0 | Flero         | 25-21, 25-23, 25-19               |
| Quarti di finale (gara 2) - 11 aprile 2015 PalaGeorge, Montichiari | Flero         | 2 - 3 | Casalmaggiore | 25-23, 27-25, 18-25, 16-25, 9-15  |
| Semifinali (gara 1) - 17 aprile 2015 PalaRadi, Cremona             | Casalmaggiore | 2 - 3 | Imoco         | 27-29, 25-23, 25-18, 17-25, 13-15 |
| Semifinali (gara 2) - 20 aprile 2015 PalaVerde, Villorba           | Imoco         | 3 - 0 | Casalmaggiore | 25-22, 25-21, 25-18               |
| Semifinali (gara 3) - 24 aprile 2015 PalaRadi, Cremona             | Casalmaggiore | 3 - 0 | Imoco         | 25-20, 25-15, 25-23               |
| Semifinali (gara 4) - 26 aprile 2015 PalaVerde, Villorba           | Imoco         | 0 - 3 | Casalmaggiore | 20-25, 20-25, 17-25               |
| Semifinali (gara 5) - 29 aprile 2015 PalaRadi, Cremona             | Casalmaggiore | 3 - 2 | Imoco         | 28-26, 19-25, 18-25, 25-23, 15-10 |
| Finale (gara 1) - 2 maggio 2015 PalaTerdoppio, Novara              | AGIL          | 3 - 2 | Casalmaggiore | 23-25, 25-20, 23-25, 25-20, 15-13 |
| Finale (gara 2) - 5 maggio 2015 PalaRadi, Cremona                  | Casalmaggiore | 3 - 1 | AGIL          | 20-25, 31-29, 25-21, 25-18        |
| Finale (gara 3) - 9 maggio 2015 PalaTerdoppio, Novara              | AGIL          | 3 - 1 | Casalmaggiore | 25-19, 23-25, 25-19, 25-17        |
| Finale (gara 4) - 12 maggio 2015 PalaRadi, Cremona                 | Casalmaggiore | 3 - 2 | AGIL          | 25-19, 22-25, 25-21, 20-25, 16-14 |
| Finale (gara 5) - 16 maggio 2015 PalaTerdoppio, Novara             | AGIL          | 1 - 3 | Casalmaggiore | 23-25, 25-22, 23-25, 20-25        |

### Coppa Italia

#### Fase a eliminazione diretta
| Quarti di finale (andata) - 1º febbraio 2015 PalaYamamay, Busto Arsizio | Busto Arsizio | 3 - 2 | Casalmaggiore | 23-25, 25-19, 27-29, 25-21, 15-12 |
| Quarti di finale (ritorno) - 4 febbraio 2015 PalaFarina, Viadana        | Casalmaggiore | 0 - 3 | Busto Arsizio | 22-25, 23-25, 23-25               |

## Statistiche

### Statistiche di squadra
| Competizione | Punti | In casa | In casa | In casa | In trasferta | In trasferta | In trasferta | Totale | Totale | Totale |
| Competizione | Punti | G       | V       | P       | G            | V            | P            | G      | V      | P      |
| ------------ | ----- | ------- | ------- | ------- | ------------ | ------------ | ------------ | ------ | ------ | ------ |
| Serie A1     | 46    | 17      | 14      | 3       | 17           | 10           | 7            | 34     | 24     | 10     |
| Coppa Italia | -     | 1       | 0       | 1       | 1            | 0            | 1            | 2      | 0      | 2      |
| Totale       | -     | 18      | 14      | 4       | 18           | 10           | 8            | 36     | 24     | 12     |

G = partite giocate; V = partite vinte; P = partite perse

### Statistiche dei giocatori
| Giocatore     | Serie A1 | Serie A1 | Serie A1 | Serie A1 | Serie A1 | Coppa Italia | Coppa Italia | Coppa Italia | Coppa Italia | Coppa Italia | Totale | Totale | Totale | Totale | Totale |
| Giocatore     | P        | PT       | AV       | MV       | BV       | P            | PT           | AV           | MV           | BV           | P      | PT     | AV     | MV     | BV     |
| ------------- | -------- | -------- | -------- | -------- | -------- | ------------ | ------------ | ------------ | ------------ | ------------ | ------ | ------ | ------ | ------ | ------ |
| B. Agrifoglio | 8        | 2        | 0        | 0        | 2        | 0            | 0            | 0            | 0            | 0            | 8      | 2      | 0      | 0      | 2      |
| M. Bianchini  | 34       | 275      | 226      | 12       | 37       | 2            | 25           | 21           | 3            | 1            | 36     | 300    | 247    | 15     | 38     |
| A. Gennari    | 32       | 303      | 247      | 36       | 20       | 2            | 6            | 5            | 0            | 1            | 34     | 309    | 252    | 36     | 21     |
| L. Gibbemeyer | 34       | 348      | 233      | 107      | 8        | 2            | 16           | 12           | 4            | 0            | 36     | 364    | 245    | 111    | 8      |
| V. Klimovič   | 6        | 3        | 1        | 2        | 0        | 1            | 0            | 0            | 0            | 0            | 7      | 3      | 1      | 2      | 0      |
| S. Ortolani   | 34       | 383      | 346      | 26       | 11       | 2            | 28           | 26           | 2            | 0            | 36     | 411    | 372    | 28     | 11     |
| G. Quiligotti | 6        | -        | -        | -        | -        | 0            | -            | -            | -            | -            | 6      | -      | -      | -      | -      |
| I. Sirressi   | 34       | -        | -        | -        | -        | 2            | -            | -            | -            | -            | 36     | -      | -      | -      | -      |
| K. Skorupa    | 33       | 84       | 38       | 39       | 7        | 2            | 6            | 2            | 4            | 0            | 35     | 90     | 40     | 43     | 7      |
| J. Stevanović | 34       | 397      | 258      | 115      | 24       | 2            | 21           | 13           | 6            | 2            | 36     | 418    | 271    | 121    | 26     |
| V. Tirozzi    | 34       | 536      | 445      | 41       | 50       | 2            | 30           | 28           | 2            | 0            | 36     | 566    | 473    | 43     | 50     |
| V. Zago       | 11       | 14       | 9        | 0        | 5        | -            | -            | -            | -            | -            | 11     | 14     | 9      | 0      | 5      |

P = presenze; PT = punti totali; AV = attacchi vincenti; MV = muri vincenti; BV = battute vincenti